# Raúl Poclaba
Raúl Fernando Poclaba (Libertador General San Martín, Provincia de Jujuy, Argentina; 23 de enero de 1990) es un futbolista argentino. Juega como mediocampista central y su primer equipo fue Racing. Actualmente milita en Talleres de Perico del Torneo Regional Amateur.

## Trayectoria

### Debut
Su debut no oficial defendiendo a Racing de Avellaneda fue ante San Lorenzo de Almagro por la Copa Ciudad de Mendoza, y el partido finalizó 0-0. Su debut oficial fue ante All Boys, partido que terminó 1-0 a favor de Racing. Luego jugó la siguiente fecha ante Boca Juniors, y perdieron 1-0.
Luego pasó a Nacional de Montevideo, donde el 4 de diciembre de 2011 se proclamó campeón del Torneo Apertura 2011/2012, aunque apenas disputó 45 minutos en todo el campeonato (el primer tiempo del primer partido, fue sustituido cuando era derrota parcial 0:2 ante River Plate).

### Suspensión
En 2014 fue suspendido por diez partidos por empujar al árbitro Ariel Suárez en un partido contra Douglas Haig.
En el 2018 emigró por primera vez al exterior, se fue al Portuguesa FC de Venezuela. Sin embargo, a final de temporada desciende de categoría.

## Clubes
| Club                        | País      | Año       |
| --------------------------- | --------- | --------- |
| Racing                      | Argentina | 2010-2011 |
| Nacional                    | Uruguay   | 2011      |
| Racing                      | Argentina | 2012-2013 |
| Gimnasia y Esgrima de Jujuy | Argentina | 2013-2015 |
| Aldosivi de Mar del Plata   | Argentina | 2016      |
| Douglas Haig de Pergamino   | Argentina | 2017      |
| Gimnasia y Tiro de Salta    | Argentina | 2017-2018 |
| Portuguesa FC               | Venezuela | 2018      |
| Atlético Bermejo            | Bolivia   | 2019      |
| Guaraní Antonio Franco      | Argentina | 2020-?    |

## Palmarés

### Campeonatos nacionales
| Título          | Club     | País    | Año  |
| --------------- | -------- | ------- | ---- |
| Torneo Apertura | Nacional | Uruguay | 2011 |